# 慎芝
慎芝（1928年2月3日—1988年3月19日），本名邱雪梅，臺灣作詞作曲家、主持人，臺灣電視公司知名歌唱節目《群星會》即為其所主持。慎芝祖籍廣東梅縣，曾至上海就學，因此精通國、台、客三語。

## 生平
1928年2月3日，邱雪梅出生於台灣台中州東勢庄（今臺中市東勢區）。1934年，隨父親邱則良、母親何靜妹遷居中國江蘇無錫。1937年，隨父母遷居上海，在上海就讀小學。1945年7月，畢業於上海第一女子高級中學（上海第一女高）。1945年，返回台灣定居，剛開始擔任布莊會計工作。1949年底，邱雪梅經考試進入民聲廣播公司（今「台灣廣播公司台北廣播電台」）工作，筆名「慎芝」。
1950年初，慎芝在台北市中山堂對面的西餐廳「喜臨門西餐廳」初次聽到關華石的小提琴演奏，印象深刻；同年，慎芝擔任民聲廣播公司播音主任。1951年，關華石製作的民聲廣播公司歌唱節目《青春歌唱團》公開招考基本歌星，慎芝以〈不再相見〉一曲應試，當場錄取。
1951年7月，24歲的慎芝與40歲的關華石結婚。1951年7月30日，兩人在台北市成都路「鹿鳴春飯店」舉行婚宴。兩人婚後住在台北市寶慶路，一直在製作電台節目，橫跨民聲廣播公司、中華廣播公司、正聲廣播公司、華聲廣播公司等，做了十年。1955年9月，女兒關韻千出生。
1967年7月，慎芝40歲，關華石56歲，獨子關后希出生，全家住在台北市南京東路五段123巷4弄（武昌新村）的一間公寓一樓。1969年4月，慎芝應日本眾議院議員千葉三郎邀請，擔任千葉三郎出席「亞洲國會議員聯合會第五屆大會」時的日語翻譯；同月中旬，慎芝赴日本，先行參訪日本眾議院及考察日本電視節目製作。這段時間內，關華石在家中教授台灣許多歌星的唱歌技巧。
1980年3月，慎芝與關華石擔任第15屆金鐘獎電視金鐘獎頒獎人。1980年4月，慎芝與關華石出席正聲廣播公司30周年酒會。1984年2月，慎芝擔任《時報周刊》與中國電視公司主辦的《中華民國七十二年度金唱片獎晚會》頒獎人。1984年6月30日，慎芝受邀至台北市立社會教育館觀賞電影《金大班的最後一夜》首映，觀後撰文〈夜未央〉（發表於《聯合報》1984年8月5日〈聯合副刊〉）悼念關華石與關后希。1984年11月，慎芝與陳志遠共同以電影《金大班的最後一夜》獲得第21屆金馬獎最佳電影插曲獎。1986年5月，慎芝在《仕女雜誌》發文〈十五寒暑母子緣〉，悼念關后希。1987年5月，慎芝在台北市立社會教育館為台北市立國樂團設計並主持《昨夜夢中》音樂會。1987年8月，《民生報》主辦的金嗓獎在台北市中華體育館舉行頒獎典禮，慎芝以台視連續劇《玫瑰人生》主題曲〈玫瑰人生〉獲頒最佳作詞獎。1987年11月，慎芝擔任第24屆金馬獎影片評審委員。1988年3月19日，慎芝因高血壓藥物不適應引發心臟病，病逝於台北市大安區宏恩綜合醫院，享年60歲。

1988年4月，台視播映慎芝逝世特別節目《群星頌：懷念慎芝專輯》，台視節目部製作，龐宜安擔任製作人，陳君天擔任編劇，黃志鴻擔任美術指導，台視播音員夏琍琍擔任旁白，《群星會》製作助理張光勳擔任導播，攝影師徐國棟掌鏡；慎芝的好友與《群星會》眾歌星都參加了該節目。
2007年3月15日，台北地方法院判決，邱雪梅作詞的〈負心的人〉、〈苦酒滿杯〉、〈萬家燈火〉等53首歌詞著作權屬其女兒關韻千所有。訴訟起因是關韻千指控，麗歌唱片與海山唱片向中華民國內政部註冊登記邱雪梅所作的歌詞著作權，還製作成伴唱帶，甚至偽造邱雪梅的部分歌詞轉讓證明書，侵害她繼承邱雪梅所作123首歌詞的著作財產權。

## 群星會
1962年10月，慎芝與關華石接受台灣電視公司邀請，籌備台灣第一個電視歌唱節目《群星會》。1962年10月10日，台灣電視公司開播；關華石製作、慎芝主持的《群星會》於同年11月8日開播，主題曲是由慎芝作詞作曲。《群星會》源自正聲廣播公司現場歌唱節目《歌壇春秋》，捧紅了不少歌手如謝雷、張琪、青山、姚蘇蓉、鄧麗君等。此節目播到1977年3月29日為止。

## 家庭
- 夫：關華石（1912年12月13日—1983年5月）[5]，死於肺癌。
  - 子：關（1967年7月—1982年5月），在學校突然昏迷，逝世於台北市立仁愛醫院[6]
  - 女：關韻千（1955年9月—）[3]=女婿：張椿來[7]
- 弟弟邱正人[8][9]娶弟媳劉國春[8]

## 知名填詞作品
慎芝的填詞作品有一千多首，有些較著名者：
- 《意難忘》（1963年，原唱者是美黛，源自李香蘭所原唱的日本曲《東京夜曲》（電影《東京夜曲》主題歌））
- 《情人的黃襯衫》（1968年，源自韓曲《黃襯衫男》）
- 《月兒像檸檬》（1969年，原唱者是陳芬蘭，源自都春美所原唱的日本曲《レモン月夜の散歩道》，市川昭介（日语：市川昭介）作曲）
- 《夜空》（1974年，原唱者是鳳飛飛，源自日本曲《夜空》，五木宏歌，平尾昌晃作曲）
- 《榕樹下》（1979年，原唱者是余天，源自日本曲《北國之春》千昌夫歌）
- 《最後一夜》（1984年，原唱者是蔡琴）
- 《月半彎》（1986年，原唱者是張學友，源自日本曲《夢のつづき》安全地带歌）
- 《我只在乎你》（1987年，原唱者是鄧麗君，源自日本曲《時の流れに身をまかせ》）
- 《今夕是何夕》（1987年，原唱者是曾慶瑜）
- 《玫瑰人生》（1987年，台灣電視公司國語連續劇《玫瑰人生》主題曲，原唱者是許景淳）
- 《情字這條路》（1988年，慎芝唯一台語歌詞創作，原唱者是潘越雲）
- 《苦酒滿杯》（由謝雷唱紅，原曲是臺語歌曲《悲戀的酒杯》，姚讚福作曲）
- 《濛濛細雨憶當年》（蔡榮吉作曲）

## 外部連結
- 臺灣大學圖書館 慎芝‧關華石手稿暨藏書展
- 慎芝紀念網站 （页面存档备份，存于）
- 《歌未央》
- 玫瑰人生-youtube （页面存档备份，存于）